# Станіслав Сакс
Станіслав Сакс (пол. Stanisław Saks; 30 грудня 1897, Каліш, Австро-Угорщина — 23 листопада 1942, Варшава, Польща) — польський математик єврейського походження. Належав до групи математиків Львівської математичної школи, викладав у Варшавському політехнічному інституті, був доцентом у Варшавському університеті, професором Львівського університету.

## Біографія
Народився 30 грудня 1897 року у місті Каліш в родині приватного чиновника Філіпа Сакса і Емми з дому Босак. Навчатись в школі почав у 1905 році в Каліші. Після переїзду батьків до Варшави з 1907 року навчався в школі Міхала Кречмара, де у 1915 році отримав атестат зрілості.
З 1915 року навчався у Варшавському університеті. Особливий вплив на його зацікавлення математикою здійснив С. Мазуркевич. Тому наукові інтереси С. Сакса стосувалися теорії функцій дійсної та комплексної змінної, а також деяких аспектів топології.
В цей час він ангажується до політичної діяльності. Був членом організацій «Незалежна соціалістична молодь», «Польська соціалістична партія». Наукова праця віддалила його від політичної діяльності. З травня 1919 року по грудень 1920 року С. Сакс служив у польському війську і перервав заняття в університеті.
Навчання в університеті він закінчив у 1922 році захистом докторської дисертації «Przyczynek do topologii powierzchni i obszarów płaskich». Промоція відбулась 26 жовтня 1922 року. Керівник — С. Мазуркевич.
З жовтня 1921 року С. Сакс працював асистентом у Варшавській політехніці. Цю посаду він займав до вересня 1939 року. У 1926 році він габілітувався у Варшавському університеті і з цього часу працював приватним доцентом на II кафедрі математики математично-природничого факультету. Тут він викладав аналітичну і диференціальну геометрію, теорію інтеграла, теорію функцій, теорію гармонійних функцій і потенціалів, а також інші предмети з аналізу. У 1932/33 навчальному році перебував у США як стипендіат фонду Рокфеллера. Кандидатура С. Сакса тричі не була затверджена на посаду професора (у 1932, 1939 роках в Університеті Стефана Баторія у Вільнюсі, у 1936 році у Варшавському Університеті). С. Сакс походив з єврейської сім'ї, у 1920 році він прийняв римо-католицьке віросповідання, а у 1925 році — євангелістське.
Одним із найважливіших результатів Сакса була розробка (разом зіншими математиками) методу категорій. Автор роботи «Теорія інтегралу» (1933) Saks, Stanisław (1937). Theory of the Integral. Monografie Matematyczne. 7 (вид. 2nd). Warszawa-Lwów: G.E. Stechert & Co.: VI+347. JFM 63.0183.05. Zbl 0017.30004. {{cite journal}}: Зовнішнє посилання в |series= (довідка).
Спільно з А. Зигмундом написав трактат «Аналітичні функції» (1938) Saks, Stanisław (1937). Theory of the Integral. Monografie Matematyczne. 7 (вид. 2nd). Warszawa-Lwów: G.E. Stechert & Co.: VI+347. JFM 63.0183.05. Zbl 0017.30004. {{cite journal}}: Зовнішнє посилання в |series= (довідка)
З початком другої світової війни у 1939 році С. Сакс був мобілізований і разом з військом потрапив до Львова. У 1939-1941 роках він працював професором фізико-математичного факультету Львівського університету на кафедрі аналізу I, де керівником був С. Банах. Як згадує професор Львівського університету В. Лянце, який тоді був студентом факультету: «Сакс постійно перебував у відомих лише йому роздумах. Він так і не встиг поміняти на цивільне вбрання мундир польського солдата, в якому ходив на лекції і в знамениту „Шкотську кав'ярню“».
У Львові Сакс продовжував активну наукову працю. На науковій конференції у львівському університеті у січні—лютому 1941 року він виступив з доповіддю «Про субгармонійні функції». Його результати з цього питання були опубліковані в журналі «Математический сборник» у 1941 році.
Після приходу німців до Львова С. Сакс повернувся до Варшави. Там його арештувало гестапо і в листопаді 1942 року він був страчений.

## Праці
С. Сакс є автором більше ніж 50 наукових праць, серед них дві монографії «Théorie de l’intégrale» та «Funkcije analityczne». Перша з них перекладена на англійську та російську мови, друга — на французьку та англійську мови.
Наукові результати С. Сакса стосуються питань диференційовності інтеграла Лебега функцій n змінних, диференційовності функцій багатьох змінних, властивостей похідних Діні, властивостей субгармонійних функцій. Важливі результати С. Сакс отримав і в галузі функціонального аналізу. Він першим застосував метод категорій Бера, який став стандартним методом в математичних дослідженнях львівської математичної школи. Так, рецензуючи статтю Банаха і Гюго Штейнгауза про «згущення особливостей», яку вони подали до журналу «Fundamenta mathematicae», С. Сакс знайшов інший простіший метод доведення їхнього твердження, який опирався на категорії Бера. Автори переробили статтю і про це згадали у вступі до неї.
С. Сакс мав спільні публікації з багатьма математиками. В математичній літературі відомі твердження та поняття, пов'язані з його ім'ям (теорема Віталлі-Гана-Сакса, властивості Банаха-Сакса, простір Сакса).

## Родина
С. Сакс був одружений з Софією з Коженьовських, мав сина Марка.